# Wyman Spooner
Wyman Spooner (* 2. Juli 1795 in Hardwick, Worcester County, Massachusetts; † 18. November 1877 in Lyons, Wisconsin) war ein US-amerikanischer Politiker. Zwischen 1864 und 1870 war er Vizegouverneur des Bundesstaates Wisconsin.

## Werdegang
Wyman Spooner war zunächst im Druckerhandwerk beschäftigt. Nach einem Jurastudium in Vermont und seiner Zulassung als Rechtsanwalt begann er ab 1835 in Canton (Ohio) in diesem Beruf zu arbeiten. Im Jahr 1842 verlegte er seinen Wohnsitz und seine Kanzlei nach Elkhorn im Wisconsin-Territorium. Zwischen 1847 und 1859 war er Nachlassrichter im dortigen Walworth County. Zusätzlich amtierte er 1853 noch als Bezirksrichter. Politisch war er zunächst Mitglied der Free Soil Party. Später schloss er sich der 1854 gegründeten Republikanischen Partei an. Er war ein entschiedener Gegner der Sklaverei. In den Jahren 1850 und 1851 sowie 1857 und 1861 saß er in der Wisconsin State Assembly. Von 1862 bis 1863 gehörte er dem Staatssenat an. 1863 wurde Spooner an der Seite von James T. Lewis zum Vizegouverneur von Wisconsin gewählt. Dieses Amt bekleidete er nach zwei Wiederwahlen zwischen 1864 und 1870. Dabei war er Stellvertreter des Gouverneurs und Vorsitzender des Staatssenats. Seit 1866 diente er unter dem neuen Gouverneur Lucius Fairchild.
Nach dem Ende seiner Zeit als Vizegouverneur entfernte sich Spooner immer mehr von seiner Partei. Bei den Präsidentschaftswahlen des Jahres 1872 unterstützte er nicht deren offiziellen Kandidaten, den amtierenden Präsidenten Ulysses S. Grant, sondern dessen Gegner Horace Greeley. Im Jahr 1876 trat er offiziell aus der Republikanischen Partei aus und unterstützte den Demokratischen Präsidentschaftskandidaten Samuel J. Tilden. Wyman Spooner starb am 18. November 1877 in Lyons.